# La Batte
Pour les articles homonymes, voir Batte.
La Batte, parfois appelée, à tort, quai de la Batte, est une artère liégeoise qui relie le quai de la Goffe au quai de Maestricht sur la rive gauche de la Meuse. Elle est aussi le centre du marché dominical de Liège.

## Origine du nom
En wallon liégeois, batte désignait à l'origine un « batardeau » puis, par extension, ce terme a aussi acquis le sens de « digue » ou de « quai »,. Parler de « quai de la Batte » est donc un pléonasme.
Au cours du temps, de nombreuses battes furent bâties en Paï d'Lîdje. Certains odonymes locaux en gardent le souvenir comme les Grosses-battes le long du canal de l'Ourthe à Angleur ou Batte è wé (« digue » au « gué ») à Nessonvaux.

## Historique
Cette appellation doit remonter au XVIe siècle, probablement à 1549, quand l'autorité communale décide d'élever un mur d'eau le long de la Meuse permettant l'accostage des bateaux. À l'origine, ce mur d'eau comporte deux endroits à fleur d'eau permettant non seulement l'échouage ou la mise en forme de radoub mais aussi facilitant le chargement et déchargement des petits bateaux.
Cet ouvrage devient le plus important port fluvial de la Cité de Liège et permet au quartier de la paroisse intra muros de Saint-Jean-Baptiste de devenir le centre du commerce liégeois. C'est là que sont édifiés, en bord de Meuse, la bourse de commerce, le marché aux grains (appelé Muids ou Muyds), la grande Halle à Meuse pour le grain et le vin, la halle aux viandes et le poids public.
Dès 1561, le marché aux bestiaux, qui se tenait sur la rive droite de la Meuse, est transféré sur La Batte. Il est rejoint quelques années plus tard par les marchands de fruits et légumes qui y établissent leurs étaux et, en 1663, par la foire hebdomadaire aux chevaux transférée du port fluvial de la place aux chevaux. Ce marché est l’ancêtre de l'un des plus grands marchés de l'Union européenne : le marché dominical de la Batte couru internationalement dans un rayon d'une cinquantaine de kilomètres.
C'est aussi sur ce quai, qu'à partir de 1594, la foire annuelle de septembre en l'honneur de saint Lambert amène camelots et forains. Cette foire est l’ancêtre de l'actuelle plus grande fête foraine de Belgique : la foire de Liège.
En 1606, Jean Curtius allonge le quai en aval, par l'aménagement du Neurivach (« Neuf Rivage » et actuellement quai de Maestricht) tandis qu'il faut attendre le XIXe siècle pour que le quai de la Goffe, en amont, soit également muni d'un mur d'eau.
Lors de travaux ultérieurs constitués par la surélévation des quais afin d'éviter les inondations, les deux plans inclinés de La Batte et celui du quai de Maestricht sont transformés en un seul quai inondable aménagé au pied du mur d'eau et facilitant l'accostage. Ce quai d'amarrage sera supprimé pendant la décennie des années 1960 lors de travaux d'élargissement de la plate-forme routière des berges du fleuve. Le seul type de quai d'accostage ancien subsistant en 2012 à Liège est celui du quai Sur-Meuse sous la passerelle Saucy.
C'est depuis 1993 que les lieux ont acquis leur aspect actuel, grâce, notamment, au remplacement des parapets en pierre par des garde-corps, à l'élargissement des trottoirs et à la plantation d'arbres.

## Lieux d'intérêt
- Marché dominical de la Batte, entre la passerelle Saucy et le pont Saint-Léonard
- Maison Havart, no 41 quai de la Goffe
- Immeuble Troisfontaines, La Batte, nos 1 et 2
- Anciennes halles aux viandes, rue de la Boucherie, rue de la Halle et rue de la Goffe
- Îlot Saint-Georges, rue Saint-Georges
- Cité administrative, no 5 Potiérue

## Voiries adjacentes
Du quai de la Goffe vers le quai de Maestricht :
- rue Barbe-d'Or,
- rue Saint-Jean-Baptiste,
- rue Saint-Georges,
- rue Hongrée

## Galerie média

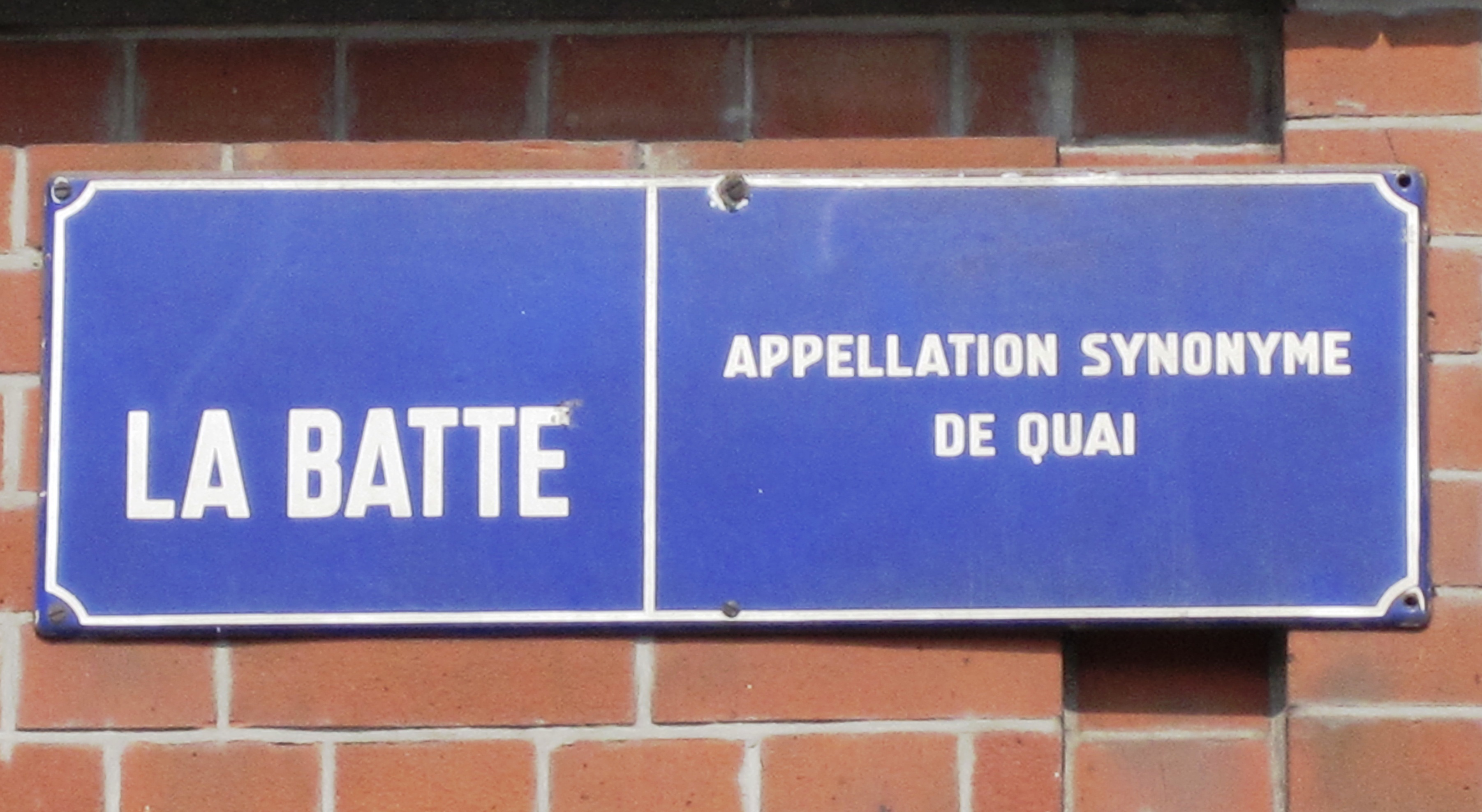
Plaque de rue de La Batte.
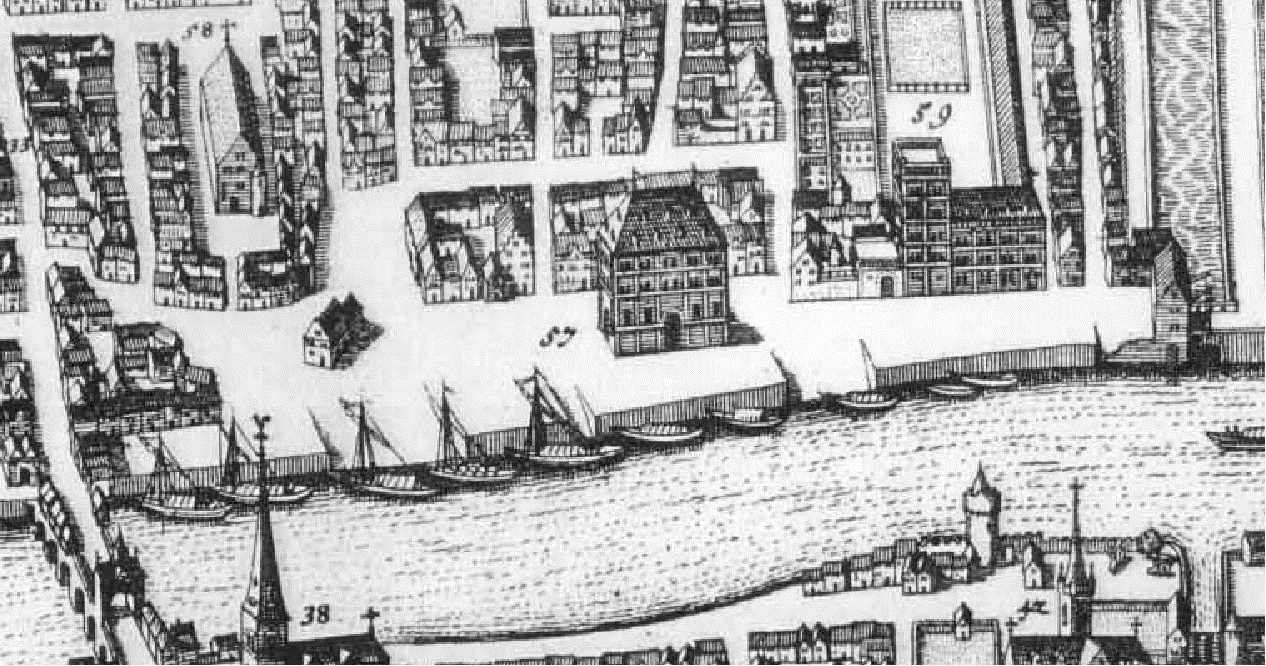
Les quais de la Meuse entre le pont des Arches et la porte au Bayar en 1647.
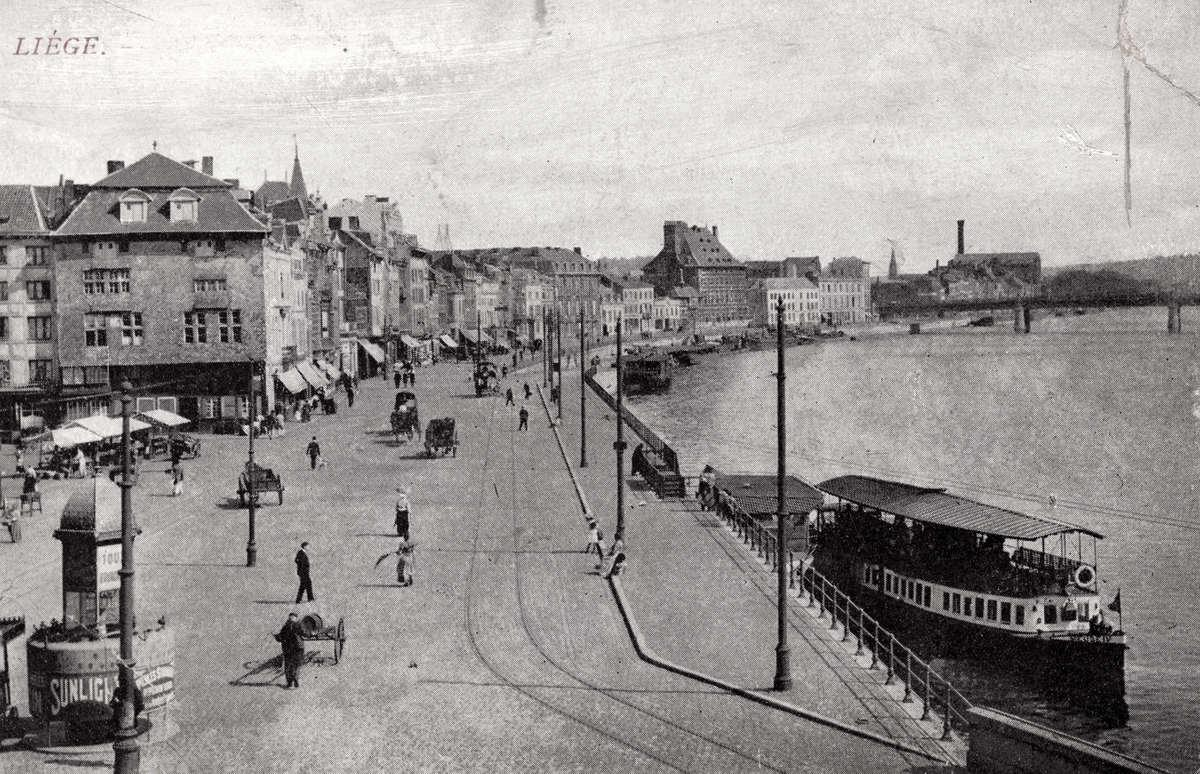
Le quai de la Goffe et La Batte en 1929.
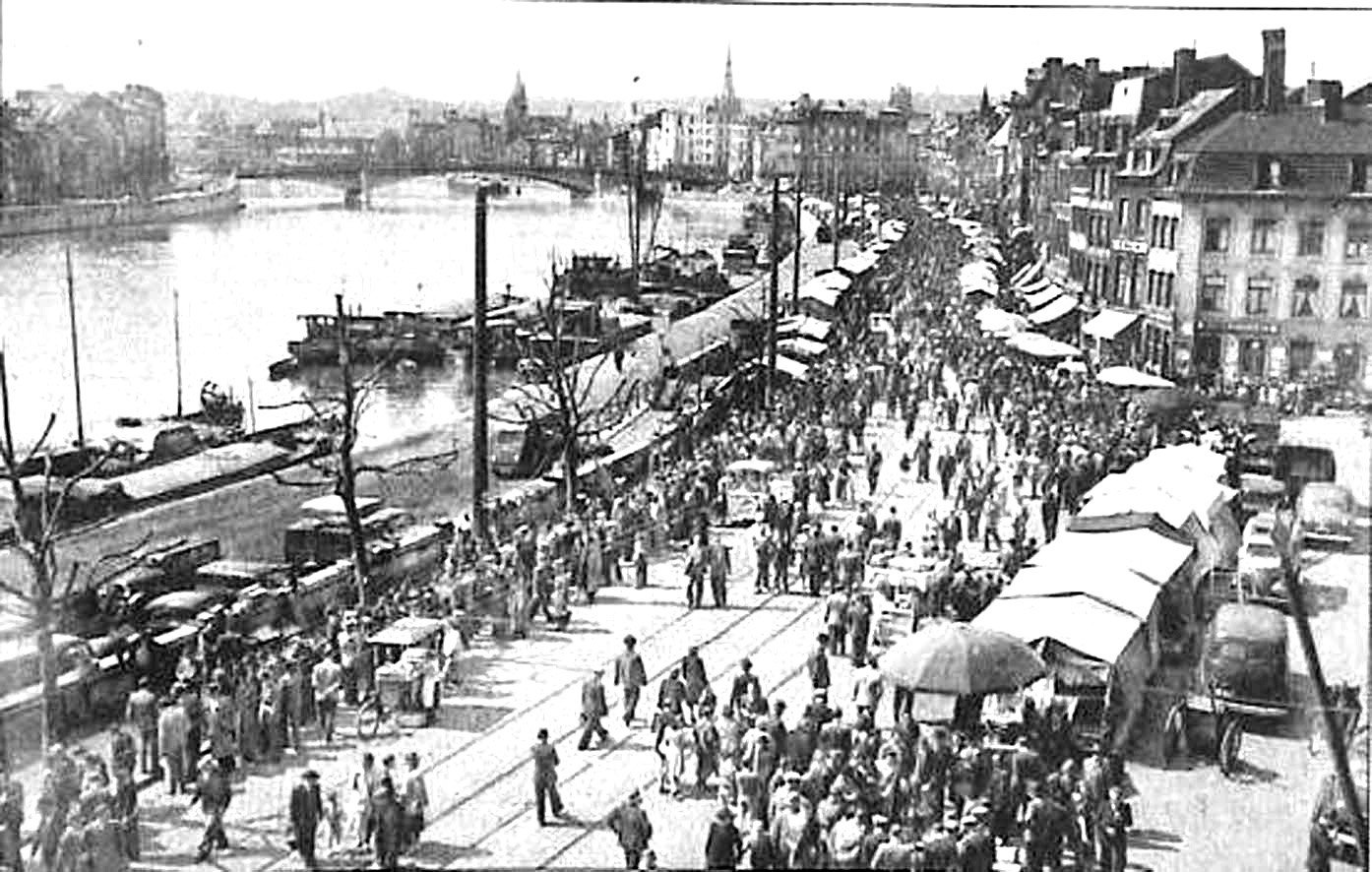
La Batte pendant le marché dominical dans les années 1950.
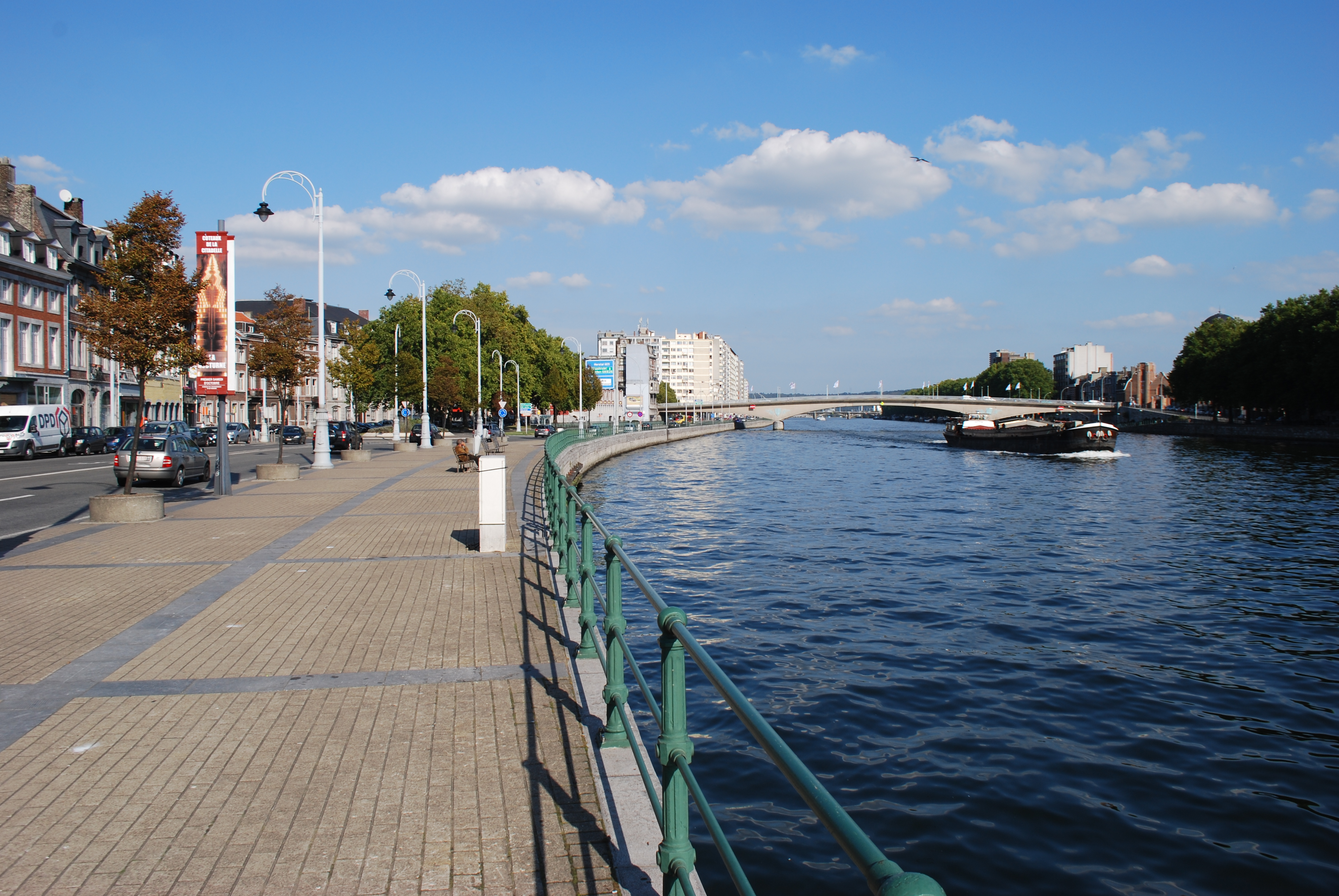
La Batte en 2011.